# Tomoo Kudaka
Tomoo Kudaka (久高 友雄 Kudaka Tomoo?,  14 de marzo de 1963 en Osaka - 22 de septiembre de 1999) fue un futbolista japonés. Jugaba de centrocampista y su último club fue el Cerezo Osaka de Japón.

## Trayectoria

### Clubes
| Club         | País  | Año         |
| ------------ | ----- | ----------- |
| Gamba Osaka  | Japón | 1981 - 1993 |
| Cerezo Osaka | Japón | 1994 - 1995 |

## Palmarés

### Títulos nacionales
| Título             | Club                | País  | Año  |
| ------------------ | ------------------- | ----- | ---- |
| Copa del Emperador | Matsushita Electric | Japón | 1990 |